# Каплан, Юрий Григорьевич
Ю́рий Григо́рьевич Капла́н (28 мая 1937, Коростень — 12 июля 2009, Киев) — украинский поэт, общественный деятель и первый председатель Конгресса литераторов Украины. Заслуженный работник культуры Украины (2001).
Нас не доконали каналы, нитраты, нуклиды.
Блокады и голод. ГУЛАГа разверстые хляби.
Мы не ликвидированы.То есть мы неликвиды.
Глубокое слово придумано в нашем главснабе.

Юрий Григорьевич Каплан

## Биография
Юрий Каплан родился 28 мая 1937 года в городе Коростень. Окончив Киевский политехнический институт, работал прорабом, затем начальником участка и заведующим отдела строительного треста.
С детства писал стихи. После написания поэмы «Бабий Яр», а также ряда других произведений его стал преследовать КГБ. Из-за этого в течение многих лет он стал запрещённым писателем, и его отказывались печатать советские издательства.
В 1990 году Юрий Каплан был назначен президентом издательской фирмы «Риф». Составитель многих поэтических антологий, самая значительная из которых — «Русская поэзия XX век. Украина».
Был заместителем председателя Национального союза писателей Украины, но затем вышел оттуда.
В преемственной литературной игре, начатой Хлебниковым и Есениным, был IV Председателем Земного Шара (Велимир Хлебников – Григорий Петников – Леонид Вышеславский – Юрий Каплан).
В 2006 году, организовал Всеукраинский творческий союз «Конгресс литераторов Украины».

## Убийство
Убит 13 июля 2009 года грабителями в собственной квартире в Киеве.

В Киеве Конгрессом литераторов учреждена литературная премия им. Ю. Г. Каплана «Каплантида».

### Семья
- Дочь — Анна, живущая в Германии[2]

## Публикации

### Книги стихов
- «Обжигающий ветер» (1969)
- «Общая тетрадь»
- «Неровный стык тысячелетий»
- «Апрельский снегопад»
- «Поля тяготения».

### Детские книги стихов
- «Тельняшечка»
- «Анькины игрушки»
- «Котенок Шульц»

### Музыкальные произведения
- Поэма Оскара Зигмунда (Германия)
- Песни Людмилы Высочинской и др. композиторов

### Исторические
Антологии
- «Эхо Бабьего Яра» (1991, 2001)[3].
- «На кресте голодомора» (1993)
- «Пропуск в зону Чернобыль» (1996, 2006)
- «Киевская Русь. Современная русская поэзия Украины» (2003, Гельзенкирхен)
- «Киев. Русская поэзия. XX век» (2003, 2004)
- «Библейские мотивы в русской лирике XX века» (2005, 2006)
- «Украина. Русская поэзия. XX век» (2007, 2008).

## Награды
- Медаль Пушкина (26 июля 2008 года, Россия) — за большой вклад в популяризацию русского языка и русской культуры, укрепление российско-украинских связей[4].
- Заслуженный работник культуры Украины (15 октября 2001 года) — за весомый личный вклад в развитие отечественной литературы, многолетнюю плодотворную творческую деятельность[5].